# Équipe du Bangladesh de cricket
L'équipe du Bangladesh de cricket, surnommée « les Tigres » représente le Bangladesh dans les compétitions internationales majeures, comme la Coupe du monde de cricket, et dans les trois principales formes de cricket international : le Test cricket, le One-day International (ODI) et le Twenty20 international. Elle est sous le patronage du Bangladesh Cricket Board.
Après avoir participé à sa première Coupe du monde en 1999, le Bangladesh devient en 2000 la dixième nation « membre de plein droit » de l'International Cricket Council (ICC), et obtient par la même occasion le droit de disputer des test-matchs. La rencontre inaugurale de la sélection dans cette forme de jeu a lieu en novembre de cette même année à Dhaka contre l'Inde. Elle remporte son premier test-match en 2005 contre le Zimbabwe.

## Compétitions internationales
| Coupe du monde de cricket - 1999: premier tour - 2003: premier tour - 2007: deuxième tour |  | ICC Champions Trophy - 2000: tour préliminaire - 2002: premier tour - 2004: premier tour - 2006: tour préliminaire |  | ICC Trophy - 1979: premier tour - 1982: 4e - 1986: premier tour - 1990: demi-finale - 1994: deuxième tour - 1997: vainqueur |

## Personnalités

### Capitaines en Test cricket

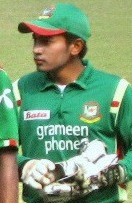
Mushfiqur Rahim, nommé capitaine du Bangladesh en 2011.

| Rang | Joueur            | Début | Fin  |
| ---- | ----------------- | ----- | ---- |
| 1    | Naimur Rahman     | 2000  | 2001 |
| 2    | Khaled Mashud     | 2001  | 2004 |
| 3    | Khaled Mahmud     | 2003  | 2003 |
| 4    | Habibul Bashar    | 2004  | 2007 |
| 5    | Mohammad Ashraful | 2007  | 2009 |
| 6    | Mashrafe Mortaza  | 2009  | 2009 |
| 7    | Shakib Al Hasan   | 2009  | 2011 |
| 8    | Mushfiqur Rahim   | 2011  |      |